# Анненково (Мордовия)
Анненково — село, центр сельской администрации в Ромодановском районе. Население 630 чел. (2001), в основном русские.
Расположено на р. Инсар, в 5 км от районного центра и 7 км от железнодорожной станции Красный Узел. Название-антропоним: владельцами этого поселения были служилые люди на Атемарской засечной черте Анненковы. В «Списке населённых мест Пензенской губернии» (1869) Анненково (Спасское) — село из 144 дворов Саранского уезда. В конце 19 — начале 20 в. в селе (владел им полковник А. П. Мердер) действовали церковно-приходская школа, водяная и ветряная мельницы, кузница, 2 торговые лавки. Ежегодно 15 июля проводилась ярмарка. В 1920-х гг. в Анненкове был создан сельский комитет крестьянских обществ взаимопомощи. В 1929 г. были организованы 3 колхоза («Красный коломенец», «Новый быт» и «Красные всходы»). С 1965 г. — колхоз-гигант «Родина» (7 875 га), с 1996 г. — СХПК «Родина». В Анненкове функционируют основная школа, Дом культуры, библиотека, торговый центр, фельдшерско-акушерский пункт, церковь Иконы Божьей Матери «Всех скорбящих радость» (1776); сооружён памятник воинам, погибшим в годы Великой Отечественной войны. В Анненковскую сельскую администрацию входят д. Малая Чуфаровка (81 чел.) и Кавторовка (58 чел.).

## Источник
- Энциклопедия Мордовия, А. М. Шаронов.